# Otep Shamaya
Otep Shamaya, född 7 november 1979, är en amerikansk metalsångerska och låtskrivare från Los Angeles i Kalifornien. Hon är mest känd som frontfigur i bandet Otep som hon bildade 2000.
Otep Shamaya är öppet homosexuell och är vegetarian.

## Diskografi

### Studioalbum medOtep
- 2002 - Sevas Tra
- 2004 - House of Secrets
- 2007 - The Ascension
- 2009 - Smash the Control Machine
- 2011 - Atavist
- 2013 - Hydra